# 랜턴즈
《랜턴즈》(영어: Lanterns)는 HBO에서 2026년 방영 예정인 미국의 드라마이다. DC 코믹스의 그린 랜턴을 바탕으로 한 작품이다.